# Ernst Scherenberg
Ernst Scherenberg, född den 21 juli 1839 i Swinemünde, död den 18 september 1905 i Eisenach, var en tysk skald och tidningsman, brorson till Christian Friedrich Scherenberg. 
Scherenberg studerade som ung vid industriskolan i Stettin, senare vid konstakademien i Berlin. Han blev 1862 journalist där, kom 1870 till Braunschweig som redaktör för Braunschweiger Tageblatt, 1883 till Elberfeld som chefredaktör för Elberfelder Zeitung. Han var en formfulländad lyriker av rätt opersonlig karaktär, men som politisk sångare kunde han emellanåt slå an strängar, som skaffade honom sympati. Bland hans diktsamlingar kan framhävas Aus tiefstem Herzen (1860), Verbannt (1861), Stürme des Frühlings (1865), Gedichte (1867, 6:e upplagan 1899) och Neue Gedichte (1882). I politiska dikter har han besjungit kejsar Vilhelm I och Bismarck, som han tillägnade dikten Niemals.